# Seznam dílů seriálu Simpsonovi
Simpsonovi (anglicky The Simpsons) jsou americký animovaný seriál vytvořený Mattem Groeningem v produkci Jamese L. Brookse pro televizní síť Fox. Seriál satiricky pojednává o životě americké střední třídy představované rodinkou Simpsonů, zahrnující Homera, Marge, Barta, Lízu, Maggie, dědu Simpsona, psa Spasitele a kočku Sněhulku. Odehrává se ve Springfieldu, fiktivním městě kdesi ve Spojených státech. Paroduje americkou kulturu, společnost, televizi a mnoho aspektů lidského života obecně. Groening pojmenoval animovanou rodinku po členech své vlastní rodiny, přičemž Bart (anagram anglicky „brat“ – spratek) měl představovat jeho samotného. Simpsonovi jsou nejdéle vysílaným animovaným seriálem v historii americké televize a nejdéle vysílaným americkým seriálem uváděným v hlavním vysílacím čase. Dne 30. září 2018 bylo zahájeno vysílání třicáté série tohoto seriálu. Simpsonovi už dosáhli 36. řady a 775. dílu.  
Poprvé se Simpsonovi na televizních obrazovkách objevili 19. dubna 1987 ve formě dvouminutového skeče v pořadu The Tracey Ullman Show. Během tří řad vzniklo pro tento pořad celkem 48 skečů Simpsonových, jejichž kresba byla neumělá. Poté si Simpsonovi vysloužili plnohodnotný samostatný seriál o délce 20–22 minut, jehož první díl se vysílal 17. prosince 1989. Simpsonovi se stali prvním seriálem televize Fox, který obsadil místo v první třicítce nejsledovanějších amerických pořadů, a to už svou první řadou. Ve Spojených státech se seriál vysílá v hlavním vysílacím čase.

## Přehled řad
| Řada | Díly | Premiéra v USA    | Premiéra v USA    | Premiéra v ČR                       | Premiéra v ČR                     |
| Řada | Díly | První díl         | Poslední díl      | První díl                           | Poslední díl                      |
| ---- | ---- | ----------------- | ----------------- | ----------------------------------- | --------------------------------- |
| 1    | 13   | 17. prosince 1989 | 13. května 1990   | 8. ledna 1993                       | 2. dubna 1993                     |
| 2    | 22   | 11. října 1990    | 11. července 1991 | 9. dubna 1993                       | 29. října 1993                    |
| 3    | 24   | 19. září 1991     | 27. srpna 1992    | 5. listopadu 1993                   | 22. dubna 1994                    |
| 4    | 22   | 24. září 1992     | 13. května 1993   | 1. dubna 1994                       | 27. ledna 1995                    |
| 5    | 22   | 30. září 1993     | 19. května 1994   | 23. prosince 1994                   | 21. ledna 1996                    |
| 6    | 25   | 4. září 1994      | 21. května 1995   | 23. června 1995                     | 28. ledna 1998                    |
| 7    | 25   | 17. září 1995     | 19. května 1996   | 25. března 1997                     | 24. února 1998                    |
| 8    | 25   | 27. října 1996    | 18. května 1997   | 3. března 1998                      | 4. května 1999                    |
| 9    | 25   | 21. září 1997     | 17. května 1998   | 26. října 1999                      | 31. října 2000                    |
| 10   | 23   | 23. srpna 1998    | 16. května 1999   | 18. dubna 2000                      | 3. dubna 2001                     |
| 11   | 22   | 26. září 1999     | 21. května 2000   | 9. října 2001                       | 19. března 2002                   |
| 12   | 21   | 1. listopadu 2000 | 20. května 2001   | 3. září 2002                        | 11. února 2003                    |
| 13   | 22   | 6. listopadu 2001 | 22. května 2002   | 15. července 2003                   | 30. prosince 2003                 |
| 14   | 22   | 3. listopadu 2002 | 18. května 2003   | 7. září 2004                        | 1. února 2005                     |
| 15   | 22   | 2. listopadu 2003 | 23. května 2004   | 9. září 2006                        | 18. února 2007                    |
| 16   | 21   | 7. listopadu 2004 | 15. května 2005   | 25. února 2007                      | 18. listopadu 2007                |
| 17   | 22   | 11. září 2005     | 21. května 2006   | 25. listopadu 2007                  | 8. června 2008                    |
| 18   | 22   | 10. září 2006     | 20. května 2007   | 15. června 2008                     | 18. ledna 2009                    |
| 19   | 20   | 23. září 2007     | 18. května 2008   | 25. ledna 2009                      | 21. června 2009                   |
| 20   | 21   | 28. září 2008     | 17. května 2009   | 6. září 2009                        | 30. ledna 2010                    |
| 21   | 23   | 27. září 2009     | 23. května 2010   | 2. září 2010                        | 3. února 2011                     |
| 22   | 22   | 26. září 2010     | 22. května 2011   | 12. května 2011                     | 6. října 2011                     |
| 23   | 22   | 25. září 2011     | 20. května 2012   | 12. dubna 2012                      | 30. srpna 2012                    |
| 24   | 22   | 30. září 2012     | 19. května 2013   | 4. července 2013                    | 12. srpna 2013                    |
| 25   | 22   | 29. září 2013     | 18. května 2014   | 1. května 2014                      | 1. ledna 2015                     |
| 26   | 22   | 28. září 2014     | 17. května 2015   | 1. dubna 2015                       | 28. září 2015                     |
| 27   | 22   | 27. září 2015     | 22. května 2016   | 1. dubna 2016                       | 28. září 2016                     |
| 28   | 22   | 25. září 2016     | 21. května 2017   | 1. dubna 2017                       | 29. září 2017                     |
| 29   | 21   | 1. října 2017     | 20. května 2018   | 8. ledna 2018                       | 2. července 2018                  |
| 30   | 23   | 30. září 2018     | 12. května 2019   | 4. února 2019                       | 8. července 2019                  |
| 31   | 22   | 29. září 2019     | 17. května 2020   | 7. července 2020                    | 1. prosince 2020                  |
| 32   | 22   | 27. září 2020     | 23. května 2021   | 25. ledna 2021                      | 21. června 2021                   |
| 33   | 22   | 26. září 2021     | 15. května 2022   | 25. ledna 2022                      | 27. června 2022                   |
| 34   | 22   | 25. září 2022     | 21. května 2023   | 14. prosince 2022 26. června 2023   | 21. června 2023 1. července 2023  |
| 35   | 18   | 1. října 2023     | 19. května 2024   | 13. prosince 2023 10. července 2024 | 26. června 2024 14. července 2024 |
| 36   | 18+4 | 29. září 2024     | 18. května 2025   | 17. prosince 2024                   | bude oznámeno                     |

## Seznam dílů

### Dvacátá první řada (2009–2010)
| Č. v seriálu | Č. v řadě | Původní název                   | Český název                   | Režie                         | Scénář                             | Premiéra v USA     | Premiéra v ČR      | Produkční kód |
| ------------ | --------- | ------------------------------- | ----------------------------- | ----------------------------- | ---------------------------------- | ------------------ | ------------------ | ------------- |
| 442          | 1         | Homer the Whopper               | SuperHomer                    | Lance Kramer                  | Seth Rogen a Evan Goldberg         | 27. září 2009      | 2. září 2010       | LABF13        |
| 443          | 2         | Bart Gets a 'Z'                 | Pětka je pro Barta málo       | Mark Kirkland                 | Matt Selman                        | 4. října 2009      | 9. září 2010       | LABF15        |
| 444          | 3         | The Great Wife Hope             | Žena v ringu                  | Matthew Faughnan              | Carolyn Omineová                   | 11. října 2009     | 16. září 2010      | LABF16        |
| 445          | 4         | Treehouse of Horror XX          | Speciální čarodějnický díl XX | Mike B. Anderson a Ralph Sosa | Daniel Chun                        | 18. října 2009     | 23. září 2010      | LABF14        |
| 446          | 5         | The Devil Wears Nada            | Ďábel nenosí Pradu            | Nancy Kruseová                | Tim Long                           | 15. listopadu 2009 | 30. září 2010      | LABF17        |
| 447          | 6         | Pranks and Greens               | Rošťárny bez konzervantů      | Chuck Sheetz                  | Jeff Westbrook                     | 22. listopadu 2009 | 7. října 2010      | LABF18        |
| 448          | 7         | Rednecks and Broomsticks        | Čarodějky ze Springfieldu     | Bob Anderson a Rob Oliver     | Kevin Curran                       | 29. listopadu 2009 | 14. října 2010     | LABF19        |
| 449          | 8         | O Brother, Where Bart Thou?     | Bratříčku, kde jsi?           | Steven Dean Moore             | Matt Selman                        | 13. prosince 2009  | 21. října 2010     | MABF01        |
| 450          | 9         | Thursdays with Abie             | Čtvrtky s Abiem               | Michael Polcino               | Don Payne a Mitchell H. Glazer     | 3. ledna 2010      | 28. října 2010     | MABF02        |
| 451          | 10        | Once Upon a Time in Springfield | Tenkrát ve Springfieldu       | Matthew Nastuk                | Stephanie Gillisová                | 10. ledna 2010     | 4. listopadu 2010  | LABF20        |
| 452          | 11        | Million Dollar Maybe            | Výhra za všechny prachy       | Chris Clements                | Bill Odenkirk                      | 31. ledna 2010     | 11. listopadu 2010 | MABF03        |
| 453          | 12        | Boy Meets Curl                  | Curlingová romance            | Chuck Sheetz                  | Rob LaZebnik                       | 14. února 2010     | 18. listopadu 2010 | MABF05        |
| 454          | 13        | The Color Yellow                | Barva žluti                   | Raymond S. Persi              | Billy Kimball a Ian Maxtone-Graham | 21. února 2010     | 25. listopadu 2010 | MABF06        |
| 455          | 14        | Postcards from the Wedge        | Pohlednice ze Springfieldu    | Mark Kirkland                 | Brian Kelley                       | 14. března 2010    | 2. prosince 2010   | MABF04        |
| 456          | 15        | Stealing First Base             | První meta dobyta             | Steven Dean Moore             | John Frink                         | 21. března 2010    | 9. prosince 2010   | MABF07        |
| 457          | 16        | The Greatest Story Ever D'ohed  | Největší Homer všech dob      | Michael Polcino               | Kevin Curran                       | 28. března 2010    | 16. prosince 2010  | MABF10        |
| 458          | 17        | American History X-cellent      | Kult Montgomeryho Burnse      | Bob Anderson                  | Michael Price                      | 11. dubna 2010     | 23. prosince 2010  | MABF08        |
| 459          | 18        | Chief of Hearts                 | Srdcový šerif                 | Chris Clements                | Carolyn Omineová a William Wright  | 18. dubna 2010     | 30. prosince 2010  | MABF09        |
| 460          | 19        | The Squirt and the Whale        | Prcek a velryba               | Mark Kirkland                 | Matt Warburton                     | 25. dubna 2010     | 6. ledna 2011      | MABF14        |
| 461          | 20        | To Surveil with Love            | Panu dozorci s láskou         | Lance Kramer                  | Michael Nobori                     | 2. května 2010     | 13. ledna 2011     | MABF12        |
| 462          | 21        | Moe Letter Blues                | Dopis od Vočka                | Matthew Nastuk                | Stephanie Gillisová                | 9. května 2010     | 20. ledna 2011     | MABF13        |
| 463          | 22        | The Bob Next Door               | Levák od vedle                | Nancy Kruseová                | John Frink                         | 16. května 2010    | 27. ledna 2011     | MABF11        |
| 464          | 23        | Judge Me Tender                 | Suď mě něžně                  | Steven Dean Moore             | Dan Greaney a Allen Glazier        | 23. května 2010    | 3. února 2011      | MABF15        |

### Dvacátá druhá řada (2010–2011)
| Č. v seriálu | Č. v řadě | Původní název                             | Český název                                                                                               | Režie                            | Scénář                             | Premiéra v USA     | Premiéra v ČR     | Produkční kód |
| ------------ | --------- | ----------------------------------------- | --- | -------------------------------- | ---------------------------------- | ------------------ | ----------------- | ------------- |
| 465          | 1         | Elementary School Musical                 | Muzikál ze základní                                                                                       | Mark Kirkland                    | Tim Long                           | 26. září 2010      | 12. května 2011   | MABF21        |
| 466          | 2         | Loan-a Lisa                               | Dědíme po dědovi                                                                                          | Matthew Faughnan                 | Valentina L. Garzaová              | 3. října 2010      | 19. května 2011   | MABF17        |
| 467          | 3         | MoneyBART                                 | Bartball                                                                                                  | Nancy Kruseová                   | Tim Long                           | 10. října 2010     | 26. května 2011   | MABF18        |
| 468          | 4         | Treehouse of Horror XXI                   | Speciální čarodějnický díl XXI                                                                            | Bob Anderson                     | Joel H. Cohen                      | 7. listopadu 2010  | 2. června 2011    | MABF16        |
| 469          | 5         | Lisa Simpson, This Isn't Your Life        | Tenhle život není pro tebe, Lízo Simpsonová (Prima) Tenhle život není pro tebe, Liso Simpsonová (Disney+) | Matthew Nastuk                   | Joel H. Cohen                      | 14. listopadu 2010 | 9. června 2011    | MABF20        |
| 470          | 6         | The Fool Monty                            | Hrátky s Montym                                                                                           | Steven Dean Moore                | Michael Price                      | 21. listopadu 2010 | 16. června 2011   | NABF01        |
| 471          | 7         | How Munched is That Birdie in the Window? | Lepší holub v hrsti než pes v boudě                                                                       | Michael Polcino                  | Kevin Curran                       | 28. listopadu 2010 | 23. června 2011   | NABF02        |
| 472          | 8         | The Fight Before Christmas                | Předvánoční hádky                                                                                         | Bob Anderson a Matthew Schofield | Deb Lacustová a Dan Castellaneta   | 5. prosince 2010   | 30. června 2011   | MABF22        |
| 473          | 9         | Donnie Fatso                              | Krycí jméno Donnie Špekoun                                                                                | Ralph Sosa                       | Chris Cluess                       | 12. prosince 2010  | 7. července 2011  | MABF19        |
| 474          | 10        | Moms I'd Like to Forget                   | Matky, které nestojí za hřích                                                                             | Chris Clements                   | Brian Kelley                       | 9. ledna 2011      | 14. července 2011 | NABF03        |
| 475          | 11        | Flaming Moe                               | Vočko v jednom ohni                                                                                       | Chuck Sheetz                     | Matt Selman                        | 16. ledna 2011     | 21. července 2011 | NABF04        |
| 476          | 12        | Homer the Father                          | Dobrý otec Homer                                                                                          | Mark Kirkland                    | Joel H. Cohen                      | 23. ledna 2011     | 28. července 2011 | NABF05        |
| 477          | 13        | The Blue and the Gray                     | Modrá a šedá                                                                                              | Bob Anderson                     | Rob LaZebnik                       | 13. února 2011     | 4. srpna 2011     | NABF06        |
| 478          | 14        | Angry Dad: The Movie                      | Vzteklej fotr ve filmu                                                                                    | Matthew Nastuk                   | John Frink                         | 20. února 2011     | 11. srpna 2011    | NABF07        |
| 479          | 15        | The Scorpion's Tale                       | Příběh škorpióna                                                                                          | Matthew Schofield                | Billy Kimball a Ian Maxtone-Graham | 6. března 2011     | 18. srpna 2011    | NABF08        |
| 480          | 16        | A Midsummer's Nice Dream                  | Haluze nocí Svatojánských                                                                                 | Steven Dean Moore                | Deb Lacustová a Dan Castellaneta   | 13. března 2011    | 25. srpna 2011    | NABF09        |
| 481          | 17        | Love Is a Many Strangled Thing            | Mnoho tváří lásky                                                                                         | Michael Polcino                  | Bill Odenkirk                      | 27. března 2011    | 1. září 2011      | NABF10        |
| 482          | 18        | The Great Simpsina                        | Kouzelná Líza (Prima) Kouzelná Lisa (Disney+)                                                             | Chris Clements                   | Matt Warburton                     | 10. dubna 2011     | 8. září 2011      | NABF11        |
| 483          | 19        | The Real Housewives of Fat Tony           | Zoufalé manželky Tlustého Tonyho                                                                          | Lance Kramer                     | Dick Blasucci                      | 1. května 2011     | 15. září 2011     | NABF12        |
| 484          | 20        | Homer Scissorhands                        | Střihoruký Homer                                                                                          | Mark Kirkland                    | Peter Gaffney a Steve Viksten      | 8. května 2011     | 22. září 2011     | NABF13        |
| 485          | 21        | 500 Keys                                  | 500 klíčů                                                                                                 | Bob Anderson                     | John Frink                         | 15. května 2011    | 29. září 2011     | NABF14        |
| 486          | 22        | The Ned-Liest Catch                       | Ned-nebezpečnější úlovek                                                                                  | Chuck Sheetz                     | Jeff Westbrook                     | 22. května 2011    | 6. října 2011     | NABF15        |

### Dvacátá třetí řada (2011–2012)
| Č. v seriálu | Č. v řadě | Původní název                                     | Český název                             | Režie             | Scénář                             | Premiéra v USA     | Premiéra v ČR     | Produkční kód |
| ------------ | --------- | ------------------------------------------------- | --------------------------------------- | ----------------- | ---------------------------------- | ------------------ | ----------------- | ------------- |
| 487          | 1         | The Falcon and the D'ohman                        | Dravec a fešák                          | Matthew Nastuk    | Justin Hurwitz                     | 25. září 2011      | 12. dubna 2012    | NABF16        |
| 488          | 2         | Bart Stops to Smell the Roosevelts                | Bartův nový hrdina                      | Steven Dean Moore | Tim Long                           | 2. října 2011      | 19. dubna 2012    | NABF17        |
| 489          | 3         | Treehouse of Horror XXII                          | Speciální XXII. čarodějnický díl        | Matthew Faughnan  | Carolyn Omineová                   | 30. října 2011     | 26. dubna 2012    | NABF19        |
| 490          | 4         | Replaceable You                                   | Mé nahraditelné já                      | Mark Kirkland     | Stephanie Gillisová                | 6. listopadu 2011  | 3. května 2012    | NABF21        |
| 491          | 5         | The Food Wife                                     | Dobrá manželka                          | Timothy Bailey    | Matt Selman                        | 13. listopadu 2011 | 10. května 2012   | NABF20        |
| 492          | 6         | The Book Job                                      | Velká knižní loupež                     | Bob Anderson      | Dan Vebber                         | 20. listopadu 2011 | 17. května 2012   | NABF22        |
| 493          | 7         | The Man in the Blue Flannel Pants                 | Muž v modrých flanelových kalhotách     | Steven Dean Moore | Jeff Westbrook                     | 27. listopadu 2011 | 24. května 2012   | PABF01        |
| 494          | 8         | The Ten-Per-Cent Solution                         | Krustyho comeback                       | Michael Polcino   | Deb Lacustová a Dan Castellaneta   | 4. prosince 2011   | 31. května 2012   | PABF02        |
| 495          | 9         | Holidays of Future Passed                         | Duch Vánoc příštích                     | Rob Oliver        | J. Stewart Burns                   | 11. prosince 2011  | 7. června 2012    | NABF18        |
| 496          | 10        | Politically Inept, with Homer Simpson             | Otázky Homera Simpsona                  | Mark Kirkland     | John Frink                         | 8. ledna 2012      | 14. června 2012   | PABF03        |
| 497          | 11        | The D'oh-cial Network                             | Asociální síť                           | Chris Clements    | J. Stewart Burns                   | 15. ledna 2012     | 21. června 2012   | PABF04        |
| 498          | 12        | Moe Goes from Rags to Riches                      | Vočko na hadry                          | Bob Anderson      | Tim Long                           | 29. ledna 2012     | 28. června 2012   | PABF05        |
| 499          | 13        | The Daughter Also Rises                           | Fiesta s Lízou                          | Chuck Sheetz      | Rob LaZebnik                       | 12. února 2012     | 5. července 2012  | PABF06        |
| 500          | 14        | At Long Last Leave                                | Konečně zmizte!                         | Matthew Nastuk    | Michael Price                      | 19. února 2012     | 12. července 2012 | PABF07        |
| 501          | 15        | Exit Through the Kwik-E-Mart                      | Zavíráme krám                           | Steven Dean Moore | Marc Wilmore                       | 4. března 2012     | 19. července 2012 | PABF09        |
| 502          | 16        | How I Wet Your Mother                             | Jak jsem prospal vaši matku             | Lance Kramer      | Billy Kimball a Ian Maxtone-Graham | 11. března 2012    | 26. července 2012 | PABF08        |
| 503          | 17        | Them, Robot                                       | Oni, roboti                             | Michael Polcino   | Michael Price                      | 18. března 2012    | 2. srpna 2012     | PABF10        |
| 504          | 18        | Beware My Cheating Bart                           | Mé srdce patří Bartovi                  | Mark Kirkland     | Ben Joseph                         | 15. dubna 2012     | 9. srpna 2012     | PABF11        |
| 505          | 19        | A Totally Fun Thing That Bart Will Never Do Again | Super věc, kterou Bart už nikdy neudělá | Chris Clements    | Matt Warburton                     | 29. dubna 2012     | 16. srpna 2012    | PABF12        |
| 506          | 20        | The Spy Who Learned Me                            | Špion, který mě poučil                  | Bob Anderson      | Marc Wilmore                       | 6. května 2012     | 23. srpna 2012    | PABF13        |
| 507          | 21        | Ned 'n Edna's Blend                               | Tajnosti Neda a Edny                    | Chuck Sheetz      | Jeff Westbrook                     | 13. května 2012    | 30. srpna 2012    | PABF15        |
| 508          | 22        | Lisa Goes Gaga                                    | Líza a Lady Gaga                        | Matthew Schofield | Tim Long                           | 20. května 2012    | 30. srpna 2012    | PABF14        |

### Dvacátá čtvrtá řada (2012–2013)
| Č. v seriálu | Č. v řadě | Původní název                   | Český název                                       | Režie             | Scénář                             | Premiéra v USA     | Premiéra v ČR     | Produkční kód |
| ------------ | --------- | ------------------------------- | ------------------------------------------------- | ----------------- | ---------------------------------- | ------------------ | ----------------- | ------------- |
| 509          | 1         | Moonshine River                 | Řeka slz                                          | Bob Anderson      | Tim Long                           | 30. září 2012      | 4. července 2013  | PABF21        |
| 510          | 2         | Treehouse of Horror XXIII       | Speciální čarodějnický díl XXIII                  | Steven Dean Moore | David Mandel a Brian Kelley        | 7. října 2012      | 8. července 2013  | PABF17        |
| 511          | 3         | Adventures in Baby-Getting      | Dětí jako smetí                                   | Rob Oliver        | Bill Odenkirk                      | 4. listopadu 2012  | 9. července 2013  | PABF18        |
| 512          | 4         | Gone Abie Gone                  | Děda na útěku                                     | Matthew Nastuk    | Joel H. Cohen                      | 11. listopadu 2012 | 10. července 2013 | PABF16        |
| 513          | 5         | Penny-Wiseguys                  | Don Držgrešle                                     | Mark Kirkland     | Michael Price                      | 18. listopadu 2012 | 11. července 2013 | PABF19        |
| 514          | 6         | A Tree Grows in Springfield     | Ve Springfieldu roste strom                       | Timothy Bailey    | Stephanie Gillisová                | 25. listopadu 2012 | 15. července 2013 | PABF22        |
| 515          | 7         | The Day the Earth Stood Cool    | Den, kdy se ochladila Země                        | Matthew Faughnan  | Matt Selman                        | 9. prosince 2012   | 16. července 2013 | PABF20        |
| 516          | 8         | To Cur with Love                | Panu Burnsovi s láskou                            | Steven Dean Moore | Carolyn Omineová                   | 16. prosince 2012  | 17. července 2013 | RABF01        |
| 517          | 9         | Homer Goes to Prep School       | Konec světa za dveřmi                             | Mark Kirkland     | Brian Kelley                       | 6. ledna 2013      | 18. července 2013 | RABF02        |
| 518          | 10        | A Test Before Trying            | Před zničením otestujte                           | Chris Clements    | Joel H. Cohen                      | 13. ledna 2013     | 22. července 2013 | RABF03        |
| 519          | 11        | The Changing of the Guardian    | Střídání poručníků                                | Bob Anderson      | Rob LaZebnik                       | 27. ledna 2013     | 23. července 2013 | RABF04        |
| 520          | 12        | Love is a Many-Splintered Thing | Strasti lásky                                     | Michael Polcino   | Tim Long                           | 10. února 2013     | 24. července 2013 | RABF07        |
| 521          | 13        | Hardly Kirk-ing                 | V kůži Kirka van Houtena                          | Matthew Nastuk    | Tom Gammill a Max Pross            | 17. února 2013     | 25. července 2013 | RABF05        |
| 522          | 14        | Gorgeous Grampa                 | Krasavec děda                                     | Chuck Sheetz      | Matt Selman                        | 3. března 2013     | 29. července 2013 | RABF06        |
| 523          | 15        | Black Eyed, Please              | Pěst na oko                                       | Matthew Schofield | John Frink                         | 10. března 2013    | 30. července 2013 | RABF09        |
| 524          | 16        | Dark Knight Court               | Temný rytíř zasahuje                              | Mark Kirkland     | Billy Kimball a Ian Maxtone-Graham | 17. března 2013    | 31. července 2013 | RABF10        |
| 525          | 17        | What Animated Women Want        | Po čem animované ženy touží                       | Steven Dean Moore | J. Stewart Burns                   | 14. dubna 2013     | 1. srpna 2013     | RABF08        |
| 526          | 18        | Pulpit Friction                 | Služebník Páně                                    | Chris Clements    | Bill Odenkirk                      | 28. dubna 2013     | 5. srpna 2013     | RABF11        |
| 527          | 19        | Whiskey Business                | Vočkovy nové šaty                                 | Matthew Nastuk    | Valentina L. Garzaová              | 5. května 2013     | 6. srpna 2013     | RABF13        |
| 528          | 20        | The Fabulous Faker Boy          | Falešný virtuós (Prima) Falešný virtuóz (Disney+) | Bob Anderson      | Brian McConnachie                  | 12. května 2013    | 7. srpna 2013     | RABF12        |
| 529          | 21        | The Saga of Carl                | Sága o Carlovi                                    | Chuck Sheetz      | Eric Kaplan                        | 19. května 2013    | 8. srpna 2013     | RABF14        |
| 530          | 22        | Dangers on a Train              | Výročí ve vlaku                                   | Steven Dean Moore | Michael Price                      | 19. května 2013    | 12. srpna 2013    | RABF17        |

### Dvacátá pátá řada (2013–2014)
| Č. v seriálu | Č. v řadě | Původní název                         | Český název                         | Režie             | Scénář                             | Premiéra v USA     | Premiéra v ČR   | Produkční kód |
| ------------ | --------- | ------------------------------------- | ----------------------------------- | ----------------- | ---------------------------------- | ------------------ | --------------- | ------------- |
| 531          | 1         | Homerland                             | Homerland                           | Bob Anderson      | Stephanie Gillisová                | 29. září 2013      | 1. května 2014  | RABF20        |
| 532          | 2         | Treehouse of Horror XXIV              | Speciální čarodějnický díl XXIV     | Rob Oliver        | Jeff Westbrook                     | 6. října 2013      | 1. května 2014  | RABF16        |
| 533          | 3         | Four Regrettings and a Funeral        | Čtyři chyby a jeden pohřeb          | Mark Kirkland     | Marc Wilmore                       | 3. listopadu 2013  | 8. května 2014  | RABF18        |
| 534          | 4         | YOLO                                  | Žiješ jen jednou                    | Michael Polcino   | Michael Nobori                     | 10. listopadu 2013 | 8. května 2014  | RABF22        |
| 535          | 5         | Labor Pains                           | Novorozeně                          | Matthew Faughnan  | Don Payne a Mitchell H. Glazer     | 17. listopadu 2013 | 15. května 2014 | RABF19        |
| 536          | 6         | The Kid Is All Right                  | Školní lavice a pravice             | Mark Kirkland     | Tim Long                           | 24. listopadu 2013 | 15. května 2014 | SABF02        |
| 537          | 7         | Yellow Subterfuge                     | Žlutá pomsta                        | Bob Anderson      | Joel H. Cohen                      | 8. prosince 2013   | 22. května 2014 | SABF04        |
| 538          | 8         | White Christmas Blues                 | Vzpomínky na bílé Vánoce            | Steven Dean Moore | Don Payne                          | 15. prosince 2013  | 22. května 2014 | SABF01        |
| 539          | 9         | Steal This Episode                    | Piráti ze Springfieldu              | Matthew Nastuk    | J. Stewart Burns                   | 5. ledna 2014      | 29. května 2014 | SABF05        |
| 540          | 10        | Married to the Blob                   | Můj muž je Komiksák                 | Chris Clements    | Tim Long                           | 12. ledna 2014     | 29. května 2014 | SABF03        |
| 541          | 11        | Specs and the City                    | Vševidoucí brýle                    | Lance Kramer      | Brian Kelley                       | 26. ledna 2014     | 5. června 2014  | SABF06        |
| 542          | 12        | Diggs                                 | Úlet s Diggsem                      | Michael Polcino   | Dan Greaney a Allen Glazier        | 9. března 2014     | 5. června 2014  | SABF08        |
| 543          | 13        | The Man Who Grew Too Much             | Muž, který modifikoval příliš mnoho | Matthew Schofield | Jeff Westbrook                     | 9. března 2014     | 12. června 2014 | SABF07        |
| 544          | 14        | The Winter of His Content             | Zima jeho spokojenosti              | Chuck Sheetz      | Kevin Curran                       | 16. března 2014    | 12. června 2014 | SABF09        |
| 545          | 15        | The War of Art                        | Válka umění                         | Steven Dean Moore | Rob LaZebnik                       | 23. března 2014    | 19. června 2014 | SABF10        |
| 546          | 16        | You Don't Have to Live Like a Referee | Rozhodčí je Homer                   | Mark Kirkland     | Michael Price                      | 30. března 2014    | 19. června 2014 | SABF11        |
| 547          | 17        | Luca$                                 | Jedlík Lucas                        | Chris Clements    | Carolyn Omineová                   | 6. dubna 2014      | 1. ledna 2015   | SABF12        |
| 548          | 18        | Days of Future Future                 | Budoucí budoucnost                  | Bob Anderson      | J. Stewart Burns                   | 13. dubna 2014     | 1. ledna 2015   | SABF13        |
| 549          | 19        | What to Expect When Bart's Expecting  | Co čekat, když Bart čeká            | Matthew Nastuk    | John Frink                         | 27. dubna 2014     | 1. ledna 2015   | SABF14        |
| 550          | 20        | Brick Like Me                         | Život v kostce                      | Matthew Nastuk    | Brian Kelley                       | 4. května 2014     | 1. ledna 2015   | RABF21        |
| 551          | 21        | Pay Pal                               | Přátelství za všechny peníze        | Michael Polcino   | David H. Steinberg                 | 11. května 2014    | 1. ledna 2015   | SABF15        |
| 552          | 22        | The Yellow Badge of Cowardge          | Žlutá medaile za zbabělost          | Timothy Bailey    | Billy Kimball a Ian Maxtone-Graham | 18. května 2014    | 1. ledna 2015   | SABF18        |

### Dvacátá šestá řada (2014–2015)
| Č. v seriálu | Č. v řadě | Původní název                 | Český název                                 | Režie             | Scénář                            | Premiéra v USA     | Premiéra v ČR    | Produkční kód |
| ------------ | --------- | ----------------------------- | ------------------------------------------- | ----------------- | --------------------------------- | ------------------ | ---------------- | ------------- |
| 553          | 1         | Clown in the Dumps            | Šáša na odpis                               | Steven Dean Moore | Joel H. Cohen                     | 28. září 2014      | 1. dubna 2015    | SABF20        |
| 554          | 2         | The Wreck of the Relationship | Na jedné lodi                               | Chuck Sheetz      | Jeff Westbrook                    | 5. října 2014      | 1. dubna 2015    | SABF17        |
| 555          | 3         | Super Franchise Me            | Mama Sendvič (Prima) Mama sendvič (Disney+) | Mark Kirkland     | Bill Odenkirk                     | 12. října 2014     | 1. dubna 2015    | SABF19        |
| 556          | 4         | Treehouse of Horror XXV       | Speciální čarodějnický díl XXV              | Matthew Faughnan  | Stephanie Gillisová               | 19. října 2014     | 1. dubna 2015    | SABF21        |
| 557          | 5         | Opposites A-Frack             | Protiklady se přifrakují                    | Matthew Nastuk    | Valentina L. Garzaová             | 2. listopadu 2014  | 1. dubna 2015    | SABF22        |
| 558          | 6         | Simpsorama                    | Simpsorama                                  | Bob Anderson      | J. Stewart Burns                  | 9. listopadu 2014  | 1. dubna 2015    | SABF16        |
| 559          | 7         | Blazed and Confused           | Učitel mučitel                              | Rob Oliver        | Carolyn Omineová a William Wright | 16. listopadu 2014 | 1. července 2015 | TABF01        |
| 560          | 8         | Covercraft                    | Kapela otců                                 | Steven Dean Moore | Matt Selman                       | 23. listopadu 2014 | 1. července 2015 | TABF02        |
| 561          | 9         | I Won't Be Home For Christmas | Vánoční vyhazov                             | Mark Kirkland     | Al Jean                           | 14. prosince 2014  | 1. července 2015 | TABF03        |
| 562          | 10        | The Man Who Came to be Dinner | Hádej, kdo nepřijde na večeři               | David Silverman   | Al Jean a David Mirkin            | 4. ledna 2015      | 1. července 2015 | RABF15        |
| 563          | 11        | Bart's New Friend             | Bartův nový kamarád                         | Bob Anderson      | Judd Apatow                       | 11. ledna 2015     | 1. července 2015 | TABF05        |
| 564          | 12        | The Musk Who Fell to Earth    | Vynálezce, jenž spadl z nebe                | Matthew Nastuk    | Neil Campbell                     | 25. ledna 2015     | 1. července 2015 | TABF04        |
| 565          | 13        | Walking Big & Tall            | Velcí a hrdí                                | Chris Clements    | Michael Price                     | 8. února 2015      | 1. září 2015     | TABF06        |
| 566          | 14        | My Fare Lady                  | Marge taxikářkou                            | Michael Polcino   | Marc Wilmore                      | 15. února 2015     | 1. září 2015     | TABF07        |
| 567          | 15        | The Princess Guide            | Průvodce pro princeznu                      | Timothy Bailey    | Brian Kelley                      | 1. března 2015     | 1. září 2015     | TABF08        |
| 568          | 16        | Sky Police                    | Nebeský polda                               | Rob Oliver        | Matt Selman                       | 8. března 2015     | 1. září 2015     | TABF09        |
| 569          | 17        | Waiting for Duffman           | Čekání na Duffmana                          | Steven Dean Moore | John Frink                        | 15. března 2015    | 1. září 2015     | TABF10        |
| 570          | 18        | Peeping Mom                   | Matka na stráži                             | Mark Kirkland     | John Frink                        | 19. dubna 2015     | 28. září 2015    | TABF11        |
| 571          | 19        | The Kids Are All Fight        | Děcka jsou ve při                           | Bob Anderson      | Rob LaZebnik                      | 26. dubna 2015     | 28. září 2015    | TABF12        |
| 572          | 20        | Let's Go Fly a Coot           | Letecký hrdina                              | Chris Clements    | Jeff Westbrook                    | 3. května 2015     | 28. září 2015    | TABF13        |
| 573          | 21        | Bull-E                        | Šikanátor                                   | Lance Kramer      | Tim Long                          | 10. května 2015    | 28. září 2015    | TABF15        |
| 574          | 22        | Mathlete's Feat               | Matleti ze Springfieldu                     | Michael Polcino   | Michael Price                     | 17. května 2015    | 28. září 2015    | TABF16        |

### Dvacátá sedmá řada (2015–2016)
| Č. v seriálu | Č. v řadě | Původní název                         | Český název                     | Režie                            | Scénář              | Premiéra v USA     | Premiéra v ČR  | Produkční kód |
| ------------ | --------- | ------------------------------------- | ------------------------------- | -------------------------------- | ------------------- | ------------------ | -------------- | ------------- |
| 575          | 1         | Every Man's Dream                     | O čem muži sní                  | Matthew Nastuk                   | J. Stewart Burns    | 27. září 2015      | 1. dubna 2016  | TABF14        |
| 576          | 2         | Cue Detective                         | Málo temný případ               | Timothy Bailey                   | Joel H. Cohen       | 4. října 2015      | 1. dubna 2016  | TABF17        |
| 577          | 3         | Puffless                              | Nekuřte, prosím                 | Rob Oliver                       | J. Stewart Burns    | 11. října 2015     | 1. dubna 2016  | TABF19        |
| 578          | 4         | Halloween of Horror                   | Halloween je horor              | Mike B. Anderson                 | Carolyn Omineová    | 18. října 2015     | 1. dubna 2016  | TABF22        |
| 579          | 5         | Treehouse of Horror XXVI              | Speciální čarodějnický díl XXVI | Steven Dean Moore                | Joel H. Cohen       | 25. října 2015     | 1. dubna 2016  | TABF18        |
| 580          | 6         | Friend with Benefit                   | Kamarádka s výhodami            | Matthew Faughnan                 | Rob LaZebnik        | 8. listopadu 2015  | 1. dubna 2016  | TABF21        |
| 581          | 7         | Lisa with an 'S'                      | Líza dobývá svět                | Bob Anderson                     | Stephanie Gillisová | 22. listopadu 2015 | 1. června 2016 | TABF20        |
| 582          | 8         | Paths of Glory                        | Cesta ke slávě                  | Steven Dean Moore                | Michael Ferris      | 6. prosince 2015   | 1. června 2016 | VABF01        |
| 583          | 9         | Barthood                              | Bartovo chlapectví              | Rob Oliver                       | Dan Greaney         | 13. prosince 2015  | 1. června 2016 | VABF02        |
| 584          | 10        | The Girl Code                         | Dívčí kód                       | Chris Clements                   | Rob LaZebnik        | 3. ledna 2016      | 1. června 2016 | VABF03        |
| 585          | 11        | Teenage Mutant Milk-Caused Hurdles    | Mléčné mutageny                 | Timothy Bailey                   | Joel H. Cohen       | 10. ledna 2016     | 1. června 2016 | VABF04        |
| 586          | 12        | Much Apu About Something              | Kwik-E-Mart: Znovuzrození       | Bob Anderson                     | Michael Price       | 17. ledna 2016     | 1. června 2016 | VABF05        |
| 587          | 13        | Love Is in the N2-O2-Ar-CO2-Ne-He-CH4 | Láska je chemie                 | Mark Kirkland                    | John Frink          | 14. února 2016     | 31. srpna 2016 | VABF07        |
| 588          | 14        | Gal of Constant Sorrow                | Věčně smutná dáma               | Matthew Nastuk                   | Carolyn Omineová    | 21. února 2016     | 31. srpna 2016 | VABF06        |
| 589          | 15        | Lisa the Veterinarian                 | Veterinářka Líza                | Steven Dean Moore                | Dan Vebber          | 6. března 2016     | 31. srpna 2016 | VABF08        |
| 590          | 16        | The Marge-ian Chronicles              | Vzhůru na Mars                  | Matthew Faughnan, Chris Clements | Brian Kelley        | 13. března 2016    | 31. srpna 2016 | VABF09        |
| 591          | 17        | The Burns Cage                        | Burnsova klec                   | Rob Oliver                       | Rob LaZebnik        | 3. dubna 2016      | 31. srpna 2016 | VABF10        |
| 592          | 18        | How Lisa Got Her Marge Back           | Nevinný výlet                   | Bob Anderson                     | Jeff Martin         | 10. dubna 2016     | 28. září 2016  | VABF11        |
| 593          | 19        | Fland Canyon                          | Dovolená s Flandersem           | Matthew Nastuk                   | J. Stewart Burns    | 24. dubna 2016     | 28. září 2016  | VABF12        |
| 594          | 20        | To Courier with Love                  | Nebezpečná zásilka              | Timothy Bailey                   | Bill Odenkirk       | 8. května 2016     | 28. září 2016  | VABF14        |
| 595          | 21        | Simprovised                           | Homer improvizuje               | Matthew Nastuk                   | John Frink          | 15. května 2016    | 28. září 2016  | VABF13        |
| 596          | 22        | Orange Is the New Yellow              | Ve vězení dobře, doma nejlíp    | Chris Clements                   | Eric Horsted        | 22. května 2016    | 28. září 2016  | VABF15        |

### Dvacátá osmá řada (2016–2017)
| Č. v seriálu | Č. v řadě | Původní název                | Český název                      | Režie             | Scénář                                         | Premiéra v USA     | Premiéra v ČR    | Produkční kód |
| ------------ | --------- | ---------------------------- | -------------------------------- | ----------------- | ---------------------------------------------- | ------------------ | ---------------- | ------------- |
| 597          | 1         | Monty Burns' Fleeing Circus  | Monty Burnsův létající cirkus    | Matthew Nastuk    | Tom Gammill a Max Pross                        | 25. září 2016      | 1. dubna 2017    | VABF20        |
| 598          | 2         | Friends and Family           | Virtuální rodina                 | Lance Kramer      | J. Stewart Burns                               | 2. října 2016      | 1. dubna 2017    | VABF18        |
| 599          | 3         | The Town                     | Nesnášíme Boston                 | Rob Oliver        | Dave King                                      | 9. října 2016      | 1. dubna 2017    | VABF17        |
| 600          | 4         | Treehouse of Horror XXVII    | Speciální čarodějnický díl XXVII | Steven Dean Moore | Joel H. Cohen                                  | 16. října 2016     | 1. dubna 2017    | VABF16        |
| 601          | 5         | Trust but Clarify            | Důvěřuj, ale prověřuj            | Michael Polcino   | Harry Shearer                                  | 23. října 2016     | 1. dubna 2017    | VABF21        |
| 602          | 6         | There Will Be Buds           | Kouč „K“                         | Matthew Faughnan  | Matt Selman                                    | 6. listopadu 2016  | 1. dubna 2017    | VABF22        |
| 603          | 7         | Havana Wild Weekend          | Divoký víkend v Havaně           | Bob Anderson      | Dan Castellaneta, Deb Lacustová a Peter Tilden | 13. listopadu 2016 | 1. července 2017 | VABF19        |
| 604          | 8         | Dad Behavior                 | Hříchy našich otců               | Steven Dean Moore | Ryan Koh                                       | 20. listopadu 2016 | 1. července 2017 | WABF01        |
| 605          | 9         | The Last Traction Hero       | Poslední trakční hrdina          | Bob Anderson      | Bill Odenkirk                                  | 4. prosince 2016   | 1. července 2017 | WABF03        |
| 606          | 10        | The Nightmare After Krustmas | Ukradené Vánoce šáši Krustyho    | Rob Oliver        | Jeff Westbrook                                 | 11. prosince 2016  | 1. července 2017 | WABF02        |
| 607          | 11        | Pork and Burns               | Vepř a Burns                     | Matthew Nastuk    | Rob LaZebnik                                   | 8. ledna 2017      | 2. září 2017     | WABF06        |
| 608          | 12        | The Great Phatsby: Part One  | Velký Phatsby 1/2: Zrada         | Chris Clements    | Dan Greaney                                    | 15. ledna 2017     | 1. července 2017 | WABF04        |
| 609          | 13        | The Great Phatsby: Part Two  | Velký Phatsby 2/2: Pomsta        | Timothy Bailey    | Dan Greaney a Matt Selman                      | 15. ledna 2017     | 1. července 2017 | WABF05        |
| 610          | 14        | Fatzcarraldo                 | Hotdogy mého mládí               | Mark Kirkland     | Michael Price                                  | 12. února 2017     | 2. září 2017     | WABF07        |
| 611          | 15        | The Cad and the Hat          | Klobouk plný viny                | Steven Dean Moore | Ron Zimmerman                                  | 19. února 2017     | 2. září 2017     | WABF08        |
| 612          | 16        | Kamp Krustier                | Vzhůru z prázdnin                | Rob Oliver        | David M. Stern                                 | 5. března 2017     | 2. září 2017     | WABF09        |
| 613          | 17        | 22 For 30                    | Baskeťák Bart                    | Chris Clements    | Joel H. Cohen                                  | 12. března 2017    | 2. září 2017     | WABF10        |
| 614          | 18        | A Father's Watch             | Hodinky po tátovi                | Bob Anderson      | Simon Rich                                     | 19. března 2017    | 29. září 2017    | WABF11        |
| 615          | 19        | The Caper Chase              | Burnsova univerzita              | Lance Kramer      | Jeff Westbrook                                 | 2. dubna 2017      | 29. září 2017    | WABF12        |
| 616          | 20        | Looking for Mr. Goodbart     | Dokonalý vnuk                    | Michael Polcino   | Carolyn Omineová                               | 30. dubna 2017     | 29. září 2017    | WABF13        |
| 617          | 21        | Moho House                   | Noční klub u Vočka               | Matthew Nastuk    | Jeff Martin                                    | 7. května 2017     | 29. září 2017    | WABF14        |
| 618          | 22        | Dogtown                      | Město psů                        | Steve Moore       | J. Stewart Burns                               | 21. května 2017    | 29. září 2017    | WABF15        |

### Dvacátá devátá řada (2017–2018)
| Č. v seriálu | Č. v řadě | Původní název                                    | Český název                                                         | Režie             | Scénář                         | Premiéra v USA     | Premiéra v ČR    | Produkční kód |
| ------------ | --------- | ------------------------------------------------ | ------------------------------------------------------------------- | ----------------- | ------------------------------ | ------------------ | ---------------- | ------------- |
| 619          | 1         | The Serfsons                                     | Serfsonovi                                                          | Rob Oliver        | Brian Kelley                   | 1. října 2017      | 8. ledna 2018    | WABF17        |
| 620          | 2         | Springfield Splendor                             | Šíleně smutná Líza (Prima) Šíleně smutná Lisa (Disney+)             | Matthew Faughnan  | Tim Long a Miranda Thompson    | 8. října 2017      | 15. ledna 2018   | WABF22        |
| 621          | 3         | Whistler's Father                                | Pískaná                                                             | Matthew Faughnan  | Tom Gammill a Max Pross        | 15. října 2017     | 22. ledna 2018   | WABF16        |
| 622          | 4         | Treehouse of Horror XXVIII                       | Speciální čarodějnický díl XXVIII                                   | Timothy Bailey    | John Frink                     | 22. října 2017     | 29. ledna 2018   | WABF18        |
| 623          | 5         | Grampy Can Ya Hear Me                            | Dědo, slyšíš mě?                                                    | Bob Anderson      | Bill Odenkirk                  | 5. listopadu 2017  | 5. února 2018    | WABF19        |
| 624          | 6         | The Old Blue Mayor She Ain't What She Used To Be | Starosti starostky                                                  | Matthew Nastuk    | Tom Gammill a Max Pross        | 12. listopadu 2017 | 12. února 2018   | WABF20        |
| 625          | 7         | Singin' in the Lane                              | Pimprlata                                                           | Michael Polcino   | Ryan Koh                       | 19. listopadu 2017 | 19. února 2018   | WABF21        |
| 626          | 8         | Mr. Lisa's Opus                                  | Opus slečny Lízy (Prima) Opus slečny Lisy (Disney+)                 | Steven Dean Moore | Al Jean                        | 3. prosince 2017   | 26. února 2018   | XABF01        |
| 627          | 9         | Gone Boy                                         | Zmizelý                                                             | Rob Oliver        | John Frink                     | 10. prosince 2017  | 5. března 2018   | XABF02        |
| 628          | 10        | Haw-Haw Land                                     | Ha Ha Land                                                          | Bob Anderson      | Tim Long a Miranda Thompson    | 7. ledna 2018      | 12. března 2018  | XABF03        |
| 629          | 11        | Frink Gets Testy                                 | Burnsova archa                                                      | Chris Clements    | Dan Vebber                     | 14. ledna 2018     | 19. března 2018  | XABF04        |
| 630          | 12        | Homer Is Where the Art Isn't                     | Umění mi není ukradený                                              | Tim Bailey        | Kevin Curran                   | 18. března 2018    | 7. května 2018   | XABF05        |
| 631          | 13        | 3 Scenes Plus a Tag from a Marriage              | Scénky z manželského života                                         | Matthew Nastuk    | Tom Gammill a Max Pross        | 25. března 2018    | 14. května 2018  | XABF06        |
| 632          | 14        | Fears of a Clown                                 | Šášovy strachy                                                      | Steven Dean Moore | Michael Price                  | 1. dubna 2018      | 21. května 2018  | XABF08        |
| 633          | 15        | No Good Read Goes Unpunished                     | Čtení pro mne není                                                  | Mark Kirkland     | Jeff Westbrook                 | 8. dubna 2018      | 28. května 2018  | XABF07        |
| 634          | 16        | King Leer                                        | Království za matraci                                               | Chris Clements    | Daniel Furlong a Zach Posner   | 15. dubna 2018     | 4. června 2018   | XABF10        |
| 635          | 17        | Lisa Gets the Blues                              | Líza a její smutné blues (Prima) Lisa a její smutné blues (Disney+) | Bob Anderson      | David Silverman a Brian Kelley | 22. dubna 2018     | 11. června 2018  | XABF11        |
| 636          | 18        | Forgive and Regret                               | Přiznej se a lituj                                                  | Rob Oliver        | Bill Odenkirk                  | 29. dubna 2018     | 18. června 2018  | XABF09        |
| 637          | 19        | Left Behind                                      | Opuštěn                                                             | Lance Kramer      | John Frink a Joel H. Cohen     | 6. května 2018     | 25. června 2018  | XABF12        |
| 638          | 20        | Throw Grampa from the Dane                       | Vzhůru do Dánska                                                    | Michael Polcino   | Rob LaZebnik                   | 13. května 2018    | 25. června 2018  | XABF13        |
| 639          | 21        | Flanders' Ladder                                 | Flandersův žebřík                                                   | Lance Kramer      | Stewart Burns                  | 20. května 2018    | 2. července 2018 | XABF14        |

### Třicátá řada (2018–2019)
| Č. v seriálu | Č. v řadě | Původní název                      | Český název                     | Režie               | Scénář                                                   | Premiéra v USA     | Premiéra v ČR    | Produkční kód | Sledovanost v USA (v mil. diváků) |
| ------------ | --------- | ---------------------------------- | ------------------------------- | ------------------- | -------------------------------------------------------- | ------------------ | ---------------- | ------------- | --------------------------------- |
| 640          | 1         | Bart's Not Dead                    | Návrat z ráje                   | Bob Anderson        | Stephanie Gillisová                                      | 30. září 2018      | 4. února 2019    | XABF19        | 3,24                              |
| 641          | 2         | Heartbreak Hotel                   | Úžasné místo                    | Steven Dean Moore   | Matt Selman a Renee Ridgeley                             | 7. října 2018      | 11. února 2019   | XABF15        | 4,60                              |
| 642          | 3         | My Way or the Highway to Heaven    | Všechny cesty vedou do nebe     | Rob Oliver          | Deb Lacustová, Dan Castelleneta a Vince Waldron          | 14. října 2018     | 18. února 2019   | XABF17        | 2,52                              |
| 643          | 4         | Treehouse of Horror XXIX           | Speciální čarodějnický díl XXIX | Matt Faughnan       | Joel H. Cohen                                            | 21. října 2018     | 25. února 2019   | XABF16        | 2,95                              |
| 644          | 5         | Baby You Can't Drive My Car        | Řidič na baterky                | Timothy Bailey      | Rob Lazebnik                                             | 4. listopadu 2018  | 4. března 2019   | XABF18        | 5,08                              |
| 645          | 6         | From Russia Without Love           | Nesrdečné pozdravy z Ruska      | Matthew Nastuk      | Michael Ferris                                           | 11. listopadu 2018 | 11. března 2019  | XABF20        | 2,35                              |
| 646          | 7         | Werking Mom                        | Máma v sukních                  | Michael Polcino     | Carolyn Ominová a Robin Sayers                           | 18. listopadu 2018 | 18. března 2019  | XABF21        | 4,34                              |
| 647          | 8         | Krusty the Clown                   | Šašek v manéži                  | Matthew Faughnan    | Ryan Koh                                                 | 25. listopadu 2018 | 25. března 2019  | XABF22        | 2,11                              |
| 648          | 9         | Daddicus Finch                     | Můj táta je bůh                 | Steven Dean Moore   | Al Jean                                                  | 2. prosince 2018   | 1. dubna 2019    | YABF01        | 4,33                              |
| 649          | 10        | 'Tis the 30th Season               | Šťastné a třicáté               | Lance Kramer        | námět: Jeff Westbrook scénář: John Frink a Joel H. Cohen | 9. prosince 2018   | 8. dubna 2019    | YABF02        | 7,53                              |
| 650          | 11        | Mad About the Toy                  | Láska není hračka               | Rob Oliver          | Michael Price                                            | 6. ledna 2019      | 15. dubna 2019   | YABF03        | 2,33                              |
| 651          | 12        | The Girl on the Bus                | Dívka v autobusu                | Chris Clements      | Joel H. Cohen                                            | 13. ledna 2019     | 22. dubna 2019   | YABF04        | 8,20                              |
| 652          | 13        | I'm Dancing as Fat as I Can        | Tančím, seč mi pupek dovolí     | Matthew Nastuk      | Jane Beckerová                                           | 10. února 2019     | 29. dubna 2019   | YABF06        | 1,75                              |
| 653          | 14        | The Clown Stays in the Picture     | Písky kosmíru                   | Timothy Bailey      | Matt Selman                                              | 17. února 2019     | 6. května 2019   | YABF05        | 2,75                              |
| 654          | 15        | 101 Mitigations                    | 101 usmíření                    | Mark Kirkland       | námět: Rob LaZebnik scénář: Brian Kelley a Dan Vebber    | 3. března 2019     | 13. května 2019  | YABF07        | 2,25                              |
| 655          | 16        | I Want You (She's So Heavy)        | Tíha lásky                      | Steven Dean Moore   | Jeff Westbrook                                           | 10. března 2019    | 20. května 2019  | YABF08        | 2,21                              |
| 656          | 17        | E My Sports                        | Virtuální vítězství             | Rob Oliver          | Rob LaZebnik                                             | 17. března 2019    | 27. května 2019  | YABF09        | 2,08                              |
| 657          | 18        | Bart vs. Itchy & Scratchy          | Bart vs. Itchy & Scratchy       | Chris Clements      | Megan Amramová                                           | 24. března 2019    | 3. června 2019   | YABF10        | 1,99                              |
| 658          | 19        | Girl's in the Band                 | Dívka v orchestru               | Jennifer Moellerová | Nancy Cartwrightová                                      | 31. března 2019    | 10. června 2019  | YABF11        | 2,07                              |
| 659          | 20        | I'm Just a Girl Who Can't Say D'oh | Dívka, která neumí říci ne      | Michael Polcino     | Jeff Martin a Jenna Martinová                            | 7. dubna 2019      | 17. června 2019  | YABF12        | 1,61                              |
| 660          | 21        | D'oh Canada                        | Útěk z Kanady                   | Matthew Nastuk      | Tim Long a Miranda Thompsonová                           | 28. dubna 2019     | 24. června 2019  | YABF14        | 1,93                              |
| 661          | 22        | Woo-Hoo Dunnit?                    | Kriminálka Springfield          | Steven Dean Moore   | Brian Kelley                                             | 5. května 2019     | 1. července 2019 | YABF15        | 1,79                              |
| 662          | 23        | Crystal Blue-Haired Persuasion     | Kouzelná moc krystalů           | Matthew Faughnan    | Megan Amramová                                           | 12. května 2019    | 8. července 2019 | YABF16        | 1,50                              |

### Třicátá první řada (2019–2020)
| Č. v seriálu | Č. v řadě | Původní název                            | Český název                                                       | Režie               | Scénář                                                | Premiéra v USA     | Premiéra v ČR      | Produkční kód | Sledovanost v USA (v mil. diváků) |
| ------------ | --------- | ---------------------------------------- | ----------------------------------------------------------------- | ------------------- | ----------------------------------------------------- | ------------------ | ------------------ | ------------- | --------------------------------- |
| 663          | 1         | The Winter of Our Monetized Content      | Soumrak našeho zpeněžitelného obsahu                              | Bob Anderson        | Ryan Koh                                              | 29. září 2019      | 7. července 2020   | YABF19        | 2,33                              |
| 664          | 2         | Go Big or Go Homer                       | Buď vítěz, nebo Homer (Prima) Buď vítěz, nebo buď Homer (Disney+) | Matthew Faughnan    | John Frink                                            | 6. října 2019      | 14. července 2020  | YABF21        | 5,63                              |
| 665          | 3         | The Fat Blue Line                        | Nevinný mafián                                                    | Michael Polcino     | Bill Odenkirk                                         | 13. října 2019     | 21. července 2020  | YABF22        | 2,13                              |
| 666          | 4         | Treehouse of Horror XXX                  | Speciální čarodějnický díl XXX                                    | Timothy Bailey      | J. Stewart Burns                                      | 20. října 2019     | 28. července 2020  | YABF18        | 5,42                              |
| 667          | 5         | Gorillas on the Mast                     | Gorily a lodě                                                     | Matthew Nastuk      | Max Cohn                                              | 3. listopadu 2019  | 4. srpna 2020      | YABF20        | 2,02                              |
| 668          | 6         | Marge the Lumberjill                     | Dřevorubání                                                       | Rob Oliver          | Ryan Koh                                              | 10. listopadu 2019 | 11. srpna 2020     | ZABF02        | 5                                 |
| 669          | 7         | Livin La Pura Vida                       | Žijeme la pura vida                                               | Timothy Bailey      | Brian Kelley                                          | 17. listopadu 2019 | 18. srpna 2020     | ZABF03        | 2,08                              |
| 670          | 8         | Thanksgiving of Horror                   | Děsuplné díkůvzdání (Prima) Děsivé Díkůvzdání (Disney+)           | Rob Oliver          | Dan Vebber                                            | 24. listopadu 2019 | 25. srpna 2020     | YABF17        | 5,42                              |
| 671          | 9         | Todd, Todd, Why Hast Thou Forsaken Me?   | Todde, Todde, proč jsi mě opustil?                                | Chris Clements      | Tim Long a Miranda Thompsonová                        | 1. prosince 2019   | 1. září 2020       | ZABF04        | 1,99                              |
| 672          | 10        | Bobby, It's Cold Outside                 | Šťastné a ukradené                                                | Steven Dean Moore   | Jeff Westbrook a John Frink                           | 15. prosince 2019  | 8. září 2020       | ZABF01        | 4,97                              |
| 673          | 11        | Hail to the Teeth                        | Rovnátka                                                          | Mark Kirkland       | Elisabeth Kiernanová Avericková                       | 5. ledna 2020      | 15. září 2020      | ZABF05        | 1,81                              |
| 674          | 12        | The Miseducation of Lisa Simpson         | Škola budoucnosti                                                 | Matthew Nastuk      | J. Stewart Burns                                      | 16. února 2020     | 22. září 2020      | ZABF06        | 1,95                              |
| 675          | 13        | Frinkcoin                                | Frinkcoin                                                         | Steven Dean Moore   | Rob LaZebnik                                          | 23. února 2020     | 29. září 2020      | ZABF07        | 1,84                              |
| 676          | 14        | Bart the Bad Guy                         | Padouch Bart                                                      | Jennifer Moellerová | Dan Vebber                                            | 1. března 2020     | 6. října 2020      | ZABF08        | 1,66                              |
| 677          | 15        | Screenless                               | Bez obrazovek                                                     | Michael Polcino     | J. Stewart Burns                                      | 8. března 2020     | 13. října 2020     | ZABF09        | 1,63                              |
| 678          | 16        | Better Off Ned                           | S Nedem dobře, s Homerem nejlíp                                   | Rob Oliver          | námět: Al Jean scénář: Joel H. Cohen a Jeff Westbrook | 15. března 2020    | 20. října 2020     | ZABF11        | 1,7                               |
| 679          | 17        | Highway to Well                          | Zelená je tráva                                                   | Chris Clements      | Carolyn Omineová                                      | 22. března 2020    | 27. října 2020     | ZABF10        | 1,66                              |
| 680          | 18        | The Incredible Lightness of Being a Baby | Nesnesitelná lehkost bytí batoletem                               | Bob Anderson        | Tom Gammill a Max Pross                               | 19. dubna 2020     | 3. listopadu 2020  | YABF13        | 1,58                              |
| 681          | 19        | Warrin' Priests                          | Svatá válka – první část (Prima) Svatá válka – 1. část (Disney+)  | Bob Anderson        | Pete Holmes                                           | 26. dubna 2020     | 10. listopadu 2020 | ZABF12        | 1,35                              |
| 682          | 20        | Warrin' Priests Part 2                   | Svatá válka – část druhá (Prima) Svatá válka – 2. část (Disney+)  | Matthew Nastuk      | Pete Holmes                                           | 3. května 2020     | 17. listopadu 2020 | ZABF13        | 1,36                              |
| 683          | 21        | The Hateful Eight-Year-Olds              | Osmiletí hrozní                                                   | Jennifer Moellerová | Joel H. Cohen                                         | 10. května 2020    | 24. listopadu 2020 | ZABF14        | 1,4                               |
| 684          | 22        | The Way of the Dog                       | Psí život                                                         | Matthew Faughnan    | Carolyn Omineová                                      | 17. května 2020    | 1. prosince 2020   | ZABF16        | 1,89                              |

### Třicátá druhá řada (2020–2021)
| Č. v seriálu | Č. v řadě | Původní název                                | Český název                            | Režie               | Scénář                                            | Premiéra v USA     | Premiéra v ČR   | Produkční kód | Sledovanost v USA (v mil. diváků) |
| ------------ | --------- | -------------------------------------------- | -------------------------------------- | ------------------- | ------------------------------------------------- | ------------------ | --------------- | ------------- | --------------------------------- |
| 685          | 1         | Undercover Burns                             | Utajený šéf                            | Bob Anderson        | David Cryan                                       | 27. září 2020      | 25. ledna 2021  | ZABF19        | 4,44                              |
| 686          | 2         | I, Carumbus                                  | Já, Carambus                           | Rob Oliver          | Cesar Mazariegos                                  | 4. října 2020      | 1. února 2021   | ZABF18        | 1,51                              |
| 687          | 3         | Now Museum, Now You Don’t                    | Dějiny umění                           | Timothy Bailey      | Dan Greaney                                       | 11. října 2020     | 8. února 2021   | ZABF21        | 1,36                              |
| 688          | 4         | Treehouse of Horror XXXI                     | Speciální čarodějnický díl XXXI        | Steven Dean Moore   | Julia Prescottová                                 | 1. listopadu 2020  | 15. února 2021  | ZABF17        | 4,93                              |
| 689          | 5         | The 7 Beer Itch                              | Po sedmém je každá hezčí               | Michael Polcino     | námět: Al Jean scénář: Joel H. Cohen a John Frink | 8. listopadu 2020  | 22. února 2021  | ZABF15        | 1,74                              |
| 690          | 6         | Podcast News                                 | Vinný děda                             | Matthew Faughnan    | David X. Cohen                                    | 15. listopadu 2020 | 1. března 2021  | ZABF22        | 3,5                               |
| 691          | 7         | Three Dreams Denied                          | Tři nesplněná přání                    | Steven Dean Moore   | Danielle Weisbergová                              | 22. listopadu 2020 | 8. března 2021  | QABF02        | 4,41                              |
| 692          | 8         | The Road to Cincinnati                       | Cesta do Cincinnati                    | Matthew Nastuk      | Jeff Westbrook                                    | 29. listopadu 2020 | 15. března 2021 | ZABF20        | 1,63                              |
| 693          | 9         | Sorry Not Sorry                              | Omluva neomlouvá                       | Rob Oliver          | Nell Scovellová                                   | 6. prosince 2020   | 22. března 2021 | QABF01        | 1,66                              |
| 694          | 10        | A Springfield Summer Christmas for Christmas | Veselé letní Vánoce                    | Timothy Bailey      | Jessica Conradová                                 | 13. prosince 2020  | 29. března 2021 | QABF03        | 3,92                              |
| 695          | 11        | The Dad-Feelings Limited                     | Otcovské pudy                          | Chris Clements      | Ryan Koh                                          | 3. ledna 2021      | 5. dubna 2021   | QABF04        | 1,89                              |
| 696          | 12        | Diary Queen                                  | Deník učitelky                         | Matthew Nastuk      | Jeff Westbrook                                    | 21. února 2021     | 12. dubna 2021  | QABF05        | 1,43                              |
| 697          | 13        | Wad Goals                                    | Bart v balíku                          | Michael Polcino     | Brian Kelley                                      | 28. února 2021     | 19. dubna 2021  | QABF06        | 1,24                              |
| 698          | 14        | Yokel Hero                                   | Zrodila se folková hvězda              | Rob Oliver          | Jeff Martin a Samantha Martin                     | 7. března 2021     | 26. dubna 2021  | QABF07        | 1,38                              |
| 699          | 15        | Do Pizza Bots Dream of Electric Guitars      | Sní pizzaboti o elektrických kytarách? | Jennifer Moellerová | Michael Price                                     | 14. března 2021    | 3. května 2021  | QABF08        | 1,43                              |
| 700          | 16        | Manger Things                                | Příběh Vánoc minulých                  | Steven Dean Moore   | Rob LaZebnik                                      | 21. března 2021    | 10. května 2021 | QABF09        | 1,28                              |
| 701          | 17        | Uncut Femmes                                 | Marge a její parťačky                  | Chris Clements      | Christine Nangleová                               | 28. března 2021    | 17. května 2021 | QABF10        | 1,22                              |
| 702          | 18        | Burger Kings                                 | Burnsovy burgery                       | Lance Kramer        | Rob LaZebnik                                      | 11. dubna 2021     | 24. května 2021 | QABF11        | 1,24                              |
| 703          | 19        | Panic on the Streets of Springfield          | Panika v ulicích Springfieldu          | Matthew Nastuk      | Tim Long                                          | 18. dubna 2021     | 31. května 2021 | QABF12        | 1,31                              |
| 704          | 20        | Mother and Child Reunion                     | Jak je důležité míti vysokou           | Jennifer Moellerová | J. Stewart Burns                                  | 9. května 2021     | 7. června 2021  | QABF14        | 1,11                              |
| 705          | 21        | The Man from G.R.A.M.P.A.                    | Krycí jméno D.Ě.D.A.                   | Bob Anderson        | Carolyn Omineová                                  | 16. května 2021    | 14. června 2021 | QABF13        | 1,06                              |
| 706          | 22        | The Last Barfighter                          | Pít, či nepít                          | Timothy Bailey      | Dan Vebber                                        | 23. května 2021    | 21. června 2021 | QABF15        | 1,02                              |

### Třicátá třetí řada (2021–2022)
| Č. v seriálu | Č. v řadě | Původní název                                                            | Český název                                                      | Režie               | Scénář                          | Premiéra v USA     | Premiéra v ČR   | Produkční kód | Sledovanost v USA (v mil. diváků) |
| ------------ | --------- | ------------------------------------------------------------------------ | ---------------------------------------------------------------- | ------------------- | ------------------------------- | ------------------ | --------------- | ------------- | --------------------------------- |
| 707          | 1         | The Star of the Backstage                                                | Hvězda zákulisí                                                  | Rob Oliver          | Elisabeth Kiernanová Avericková | 26. září 2021      | 25. ledna 2022  | QABF17        | 3,48                              |
| 708          | 2         | Bart's in Jail!                                                          | Bart je v base!                                                  | Steven Dean Moore   | Nick Dahan                      | 3. října 2021      | 1. února 2022   | QABF18        | 1,48                              |
| 709          | 3         | Treehouse of Horror XXXII                                                | Speciální čarodějnický díl XXXII                                 | Matthew Faughnan    | John Frink                      | 10. října 2021     | 8. února 2022   | QABF16        | 3,94                              |
| 710          | 4         | The Wayz We Were                                                         | Navigace bez legrace                                             | Matthew Nastuk      | Joel H. Cohen                   | 17. října 2021     | 15. února 2022  | QABF19        | 1,51                              |
| 711          | 5         | Lisa's Belly                                                             | Líza je cvalík                                                   | Timothy Bailey      | Juliet Kaufmanová               | 24. října 2021     | 22. února 2022  | QABF20        | 1,83                              |
| 712          | 6         | A Serious Flanders                                                       | Seriózní Flanders – 1. část                                      | Debbie Mahanová     | Cesar Mazariegos                | 7. listopadu 2021  | 1. března 2022  | QABF21        | 3,47                              |
| 713          | 7         | A Serious Flanders                                                       | Seriózní Flanders – 2. část                                      | Matthew Faughnan    | Cesar Mazariegos                | 14. listopadu 2021 | 8. března 2022  | QABF22        | 1,66                              |
| 714          | 8         | Portrait of a Lackey on Fire                                             | Smithers v žáru lásky                                            | Steven Dean Moore   | Rob LaZebnik a Johnny LaZebnik  | 21. listopadu 2021 | 15. března 2022 | UABF01        | 3,97                              |
| 715          | 9         | Mothers and Other Strangers                                              | Matky a jiná zvířena                                             | Rob Oliver          | Al Jean                         | 28. listopadu 2021 | 22. března 2022 | UABF02        | 3,61                              |
| 716          | 10        | A Made Maggie                                                            | Kmotr                                                            | Timothy Bailey      | Elisabeth Kiernanová Avericková | 19. prosince 2021  | 29. března 2022 | UABF03        | 3,9                               |
| 717          | 11        | The Longest Marge                                                        | Marge vs. Monty                                                  | Matthew Nastuk      | Brian Kelley                    | 2. ledna 2022      | 5. dubna 2022   | UABF05        | 2,02                              |
| 718          | 12        | Pixelated and Afraid                                                     | Hanbatí a vystrašení                                             | Chris Clements      | John Frink                      | 27. února 2022     | 3. května 2022  | UABF04        | 1,41                              |
| 719          | 13        | Boyz N the Highlands                                                     | Hoši v horách                                                    | Bob Anderson        | Dan Vebber                      | 6. března 2022     | 10. května 2022 | UABF06        | 1,53                              |
| 720          | 14        | You Won't Believe What This Episode Is About – Act Three Will Shock You! | Nebudete věřit, o čem je tato epizoda. Třetí dějství vás šokuje! | Jennifer Moellerová | Christine Nangleová             | 13. března 2022    | 17. května 2022 | UABF07        | 1,14                              |
| 721          | 15        | Bart the Cool Kid                                                        | Značkový Bart                                                    | Steven Dean Moore   | Ryan Koh                        | 20. března 2022    | 24. května 2022 | UABF08        | 1,04                              |
| 722          | 16        | Pretty Whittle Liar                                                      | Sečtělá negramota                                                | Mike Frank Polcino  | Joel H. Cohen                   | 27. března 2022    | 31. května 2022 | UABF09        | 1,1                               |
| 723          | 17        | The Sound of Bleeding Gums                                               | Žalozpěv Krvavé dásně                                            | Chris Clements      | Loni Steele Sosthandová         | 10. dubna 2022     | 7. června 2022  | UABF10        | 0,95                              |
| 724          | 18        | My Octopus and a Teacher                                                 | Moje učitelka chobotnice                                         | Rob Oliver          | Carolyn Omineová                | 24. dubna 2022     | 14. června 2022 | UABF11        | 0,97                              |
| 725          | 19        | Girls Just Shauna Have Fun                                               | Nejlepší kámoška Shauna                                          | Matthew Nastuk      | Jeff Westbrook                  | 1. května 2022     | 21. června 2022 | UABF12        | 1,03                              |
| 726          | 20        | Marge the Meanie                                                         | Marge – postrach okolí                                           | Timothy Bailey      | Megan Amramová                  | 8. května 2022     | 27. června 2022 | UABF15        | 0,85                              |
| 727          | 21        | Meat Is Murder                                                           | Není burger jako burger                                          | Bob Anderson        | Michael Price                   | 15. května 2022    | 27. června 2022 | UABF13        | 1                                 |
| 728          | 22        | Poorhouse Rock                                                           | Píseň chudoby                                                    | Jennifer Moellerová | Tim Long                        | 22. května 2022    | 27. června 2022 | UABF14        | 0,93                              |

### Třicátá čtvrtá řada (2022–2023)
| Č. v seriálu | Č. v řadě | Původní název                                   | Český název                                           | Režie               | Scénář                                  | Premiéra v USA     | Premiéra v ČR (Disney+, české titulky) | Premiéra v ČR (Prima Cool, české znění) | Produkční kód | Sledovanost v USA (v mil. diváků) |
| ------------ | --------- | ----------------------------------------------- | ----------------------------------------------------- | ------------------- | --------------------------------------- | ------------------ | -------------------------------------- | --------------------------------------- | ------------- | --------------------------------- |
| 729          | 1         | Habeas Tortoise                                 | Jak se vlastně želva hledá?                           | Matthew Faughnan    | Broti Guptaová                          | 25. září 2022      | 14. prosince 2022                      | 26. června 2023                         | UABF16        | 4,15                              |
| 730          | 2         | One Angry Lisa                                  | Rozhněvaná Líza                                       | Matthew Nastuk      | Jessica Conradová                       | 2. října 2022      | 14. prosince 2022                      | 26. června 2023                         | UABF19        | 1,46                              |
| 731          | 3         | Lisa the Boy Scout                              | Láska kvete v každém hacku                            | Timothy Bailey      | Dan Greaney                             | 9. října 2022      | 14. prosince 2022                      | 27. června 2023                         | UABF21        | 3,43                              |
| 732          | 4         | The King of Nice                                | Nejmilejší moderátor                                  | Debbie Mahanová     | Jessica Conradová                       | 16. října 2022     | 14. prosince 2022                      | 27. června 2023                         | UABF20        | 1,16                              |
| 733          | 5         | Not It                                          | Ne tak zcela To                                       | Steven Dean Moore   | Cesar Mazariegos                        | 23. října 2022     | 14. prosince 2022                      | 27. června 2023                         | UABF17        | 3,63                              |
| 734          | 6         | Treehouse of Horror XXXIII                      | Speciální čarodějnický díl XXXIII                     | Rob Oliver          | Carolyn Omineová Ryan Koh a Matt Selman | 30. října 2022     | 14. prosince 2022                      | 27. června 2023                         | UABF18        | 3,95                              |
| 735          | 7         | From Beer to Paternity                          | Od piva k otcovství                                   | Rob Oliver          | Christine Nangleová                     | 13. listopadu 2022 | 8. února 2023                          | 28. června 2023                         | OABF01        | 4,77                              |
| 736          | 8         | Step Brother from the Same Planet               | Bratříčku, běž se vycpat                              | Matthew Faughnan    | Dan Vebber                              | 20. listopadu 2022 | 8. února 2023                          | 28. června 2023                         | UABF22        | 1,21                              |
| 737          | 9         | When Nelson Met Lisa                            | Když Nelson potkal Lízu                               | Steven Dean Moore   | Ryan Koh                                | 27. listopadu 2022 | 8. února 2023                          | 28. června 2023                         | OABF02        | 1,53                              |
| 738          | 10        | Game Done Changed                               | Nebezpečná hra                                        | Timothy Bailey      | Ryan Koh                                | 4. prosince 2022   | 8. února 2023                          | 28. června 2023                         | OABF03        | 1,16                              |
| 739          | 11        | Top Goon                                        | Hráč rváč                                             | Chris Clements      | Joel H. Cohen                           | 11. prosince 2022  | 8. února 2023                          | 29. června 2023                         | OABF04        | 3,52                              |
| 740          | 12        | My Life as a Vlog                               | Můj život je vlog (Disney+) Život online (Prima Cool) | Debbie Mahanová     | Jessica Conradová                       | 1. ledna 2023      | 8. února 2023                          | 29. června 2023                         | OABF05        | 1,02                              |
| 741          | 13        | The Many Saints of Springfield                  | Springfieldští svatí                                  | Bob Anderson        | Al Jean                                 | 19. února 2023     | 19. dubna 2023                         | 29. června 2023                         | OABF06        | 1,37                              |
| 742          | 14        | Carl Carlson Rides Again                        | Carl Carlson opět v sedle                             | Michael Polcino     | Loni Steele Sosthandová                 | 26. února 2023     | 19. dubna 2023                         | 29. června 2023                         | OABF07        | 1,18                              |
| 743          | 15        | Bartless                                        | Život bez Barta                                       | Rob Oliver          | John Frink                              | 5. března 2023     | 19. dubna 2023                         | 30. června 2023                         | OABF08        | 0,93                              |
| 744          | 16        | Hostile Kirk Place                              | Diktátor Van Houten                                   | Steven Dean Moore   | Michael Price                           | 12. března 2023    | 19. dubna 2023                         | 30. června 2023                         | OABF09        | 0,77                              |
| 745          | 17        | Pin Gal                                         | Oželte kuželnu                                        | Chris Clements      | Jeff Westbrook                          | 19. března 2023    | 19. dubna 2023                         | 30. června 2023                         | OABF10        | 0,86                              |
| 746          | 18        | Fan-ily Feud                                    | Válka foloušků                                        | Timothy Bailey      | Broti Guptaová                          | 23. dubna 2023     | 21. června 2023                        | 30. června 2023                         | OABF11        | 1                                 |
| 747          | 19        | Write Off This Episode                          | Daňově odečitatelný díl                               | Matthew Nastuk      | J. Stewart Burns                        | 30. dubna 2023     | 21. června 2023                        | 1. července 2023                        | OABF12        | 0,89                              |
| 748          | 20        | The Very Hungry Caterpillars                    | Hladové housenky                                      | Gabriel DeFrancesco | Brian Kelley                            | 7. května 2023     | 21. června 2023                        | 1. července 2023                        | OABF14        | 0,82                              |
| 749          | 21        | Clown V. Board of Education                     | Škola šaškovských umění                               | Lance Kramer        | Jeff Westbrook                          | 14. května 2023    | 21. června 2023                        | 1. července 2023                        | OABF15        | 0,77                              |
| 750          | 22        | Homer's Adventures Through the Windshield Glass | Homer v Říši za čelním sklem                          | Bob Anderson        | Tim Long                                | 21. května 2023    | 21. června 2023                        | 1. července 2023                        | OABF13        | 0,87                              |

### Třicátá pátá řada (2023–2024)
| Pořadí v seriálu | Pořadí v řadě | Název                               | Český název                                                                    | Režie                 | Scénář                                         | Premiéra v USA     | Premiéra v ČR (Disney+, české titulky) | Premiéra v ČR (Prima Cool, české znění) | Produkční kód | Sledovanost v USA (v mil. diváků) |
| ---------------- | ------------- | ----------------------------------- | ------------------------------------------------------------------------------ | --------------------- | ---------------------------------------------- | ------------------ | -------------------------------------- | --------------------------------------- | ------------- | --------------------------------- |
| 751              | 1             | Homer's Crossing                    | Homerův přechod (Disney+) Homer na křižovatce (Prima Cool)                     | Steven Dean Moore     | Cesar Mazariegos                               | 1. října 2023      | 13. prosince 2023                      | 10. července 2024                       | OABF18        | 3,58                              |
| 752              | 2             | A Mid-Childhood Night's Dream       | Sen noci středního školního věku (Disney+) Sny o věčném mládí (Prima Cool)     | Matthew Faughnan      | Carolyn Omineová                               | 8. října 2023      | 13. prosince 2023                      | 10. července 2024                       | OABF16        | 1,17                              |
| 753              | 3             | McMansion & Wife                    | McMansion & manželka (Disney+) Dům za všechny prachy (Prima Cool)              | Debbie Bruce Mahanová | Dan Vebber                                     | 22. října 2023     | 13. prosince 2023                      | 11. července 2024                       | OABF20        | 1,06                              |
| 754              | 4             | Thirst Trap: A Corporate Love Story | Sexy past: Firemní milostný příběh (Disney+) Kauza Persefona (Prima Cool)      | Timothy Bailey        | Rob LaZebnik                                   | 29. října 2023     | 13. prosince 2023                      | 11. července 2024                       | OABF21        | 1,12                              |
| 755              | 5             | Treehouse of Horror XXXIV           | Speciální čarodějnický díl XXXIV                                               | Rob Oliver            | Jeff Westbrook, Jessica Conradová a Dan Vebber | 5. listopadu 2023  | 13. prosince 2023                      | 11. července 2024                       | OABF17        | 4,38                              |
| 756              | 6             | Iron Marge                          | Železná Marge (Disney+) Jak si to vyžehlit u Marge (Prima Cool)                | Matthew Faughnan      | Mike Scully                                    | 12. listopadu 2023 | 31. ledna 2024                         | 11. července 2024                       | OABF22        | 1,92                              |
| 757              | 7             | It's a Blunderful Life              | Život je zpackaný (Disney+) Bludný život (Prima Cool)                          | Matthew Nastuk        | Elisabeth Kiernanová Avericková                | 19. listopadu 2023 | 31. ledna 2024                         | 12. července 2024                       | OABF19        | 1,11                              |
| 758              | 8             | Ae Bonny Romance                    | Pěkný románek (Disney+) Skotská romance (Prima Cool)                           | Matthew Nastuk        | Michael Price                                  | 3. prosince 2023   | 31. ledna 2024                         | 12. července 2024                       | 35ABF02       | 3,16                              |
| 759              | 9             | Murder, She Boat                    | To je vražda, nalodila (Disney+) Vražda na Springfieldském jezeře (Prima Cool) | Chris Clements        | Broti Guptaová                                 | 17. prosince 2023  | 31. ledna 2024                         | 12. července 2024                       | 35ABF04       | 2,08                              |
| 760              | 10            | Do the Wrong Thing                  | Zachovat se špatně (Disney+) S nepoctivostí nejdál dojdeš (Prima Cool)         | Rob Oliver            | Joel H. Cohen                                  | 24. prosince 2023  | 31. ledna 2024                         | 12. července 2024                       | 35ABF01       | 5,41                              |
| 761              | 11            | Frinkenstein's Monster              | Frinkensteinovo monstrum                                                       | Steven Dean Moore     | Joel H. Cohen                                  | 18. února 2024     | 15. května 2024                        | 13. července 2024                       | 35ABF03       | 0,76                              |
| 762              | 12            | Lisa Gets an F1                     | Líza dostane F1 (Disney+) Rychlá a zběsilá Líza (Prima Cool)                   | Timothy Bailey        | Ryan Koh                                       | 25. února 2024     | 15. května 2024                        | 13. července 2024                       | 35ABF05       | 0,87                              |
| 763              | 13            | Clan of the Cave Mom                | Klan jeskynní mámy (Disney+) Pravěké pudy (Prima Cool)                         | Rob Oliver            | Brian Kelley                                   | 24. března 2024    | 15. května 2024                        | 13. července 2024                       | 35ABF06       | 0,69                              |
| 764              | 14            | Night of the Living Wage            | Noc minimální mzdy (Disney+) Co si kdo navaří, to si i sní (Prima Cool)        | Chris Clements        | Cesar Mazariegos                               | 7. dubna 2024      | 15. května 2024                        | 13. července 2024                       | 35ABF07       | 0,83                              |
| 765              | 15            | Cremains of the Day                 | Rozptýlení popela (Disney+) Kremace bez legrace (Prima Cool)                   | Gabriel DeFrancesco   | John Frink                                     | 21. dubna 2024     | 26. června 2024                        | 14. července 2024                       | 35ABF09       | 0,97                              |
| 766              | 16            | The Tell-Tale Pants                 | Proradné kalhoty (Disney+) Kalhoty za všechny prachy (Prima Cool)              | Steven Dean Moore     | Al Jean                                        | 5. května 2024     | 26. června 2024                        | 14. července 2024                       | 35ABF10       | 0,85                              |
| 767              | 17            | The Tipping Point                   | Bod zlomu (Disney+) Homer haurem (Prima Cool)                                  | Matthew Nastuk        | J. Stewart Burns                               | 12. května 2024    | 26. června 2024                        | 14. července 2024                       | 35ABF11       | 0,72                              |
| 768              | 18            | Bart's Brain                        | Bartův mozek                                                                   | Mike Frank Polcino    | Dan Vebber                                     | 19. května 2024    | 26. června 2024                        | 14. července 2024                       | 35ABF12       | 0,62                              |

### Třicátá šestá řada (2024–)
| Pořadí v seriálu | Pořadí v řadě | Název                                                        | Český název                                   | Režie                             | Scénář                                | Premiéra v USA              | Premiéra v ČR (Disney+, české titulky) | Produkční kód   | Sledovanost v USA (v mil. diváků) |
| ---------------- | ------------- | ------------------------------------------------------------ | --------------------------------------------- | --------------------------------- | ------------------------------------- | --------------------------- | -------------------------------------- | --------------- | --------------------------------- |
| 769              | 1             | Bart's Birthday                                              | Bartovy narozeniny                            | Rob Oliver                        | Jessica Conradová                     | 29. září 2024               | 18. prosince 2024                      | 35ABF15         | 1,08                              |
| 770              | 2             | The Yellow Lotus                                             | Žlutý lotos                                   | Matthew Faughnan                  | Loni Steele Sosthandová               | 6. října 2024               | 18. prosince 2024                      | 35ABF08         | 0,89                              |
| 771              | 3             | Desperately Seeking Lisa                                     | Zoufale hledám Lízu                           | Matthew Nastuk                    | Tim Long                              | 20. října 2024              | 25. prosince 2024                      | 35ABF18         | 2,02                              |
| 772              | 4             | Shoddy Heat                                                  | Pochybná žhavá stopa                          | Gabriel DeFrancesco               | Jeff Westbrook                        | 27. října 2024              | 25. prosince 2024                      | 35ABF16         | 0,98                              |
| 773              | 5             | Treehouse of Horror XXXV                                     | Speciální čarodějnický díl XXXV               | Timothy Bailey                    | Rob LaZebnik, Dan Vebber, Matt Selman | 3. listopadu 2024           | 5. ledna 2025                          | 35ABF13         | 3,18                              |
| 774              | 6             | Women in Shorts                                              | Ženy v kraťasech                              | Eric Koenig                       | Christine Nangleová                   | 10. listopadu 2024          | 5. ledna 2025                          | 35ABF17         | 0,83                              |
| 775              | 7             | Treehouse of Horror Presents: Simpsons Wicked This Way Comes | Stromový domek hrůzy: Tudy přijdou Simpsonovi | Debbie Mahanová                   | Jessica Conradová                     | 24. listopadu 2024          | 2. února 2025                          | 35ABF14         | 2,69                              |
| 776              | 8             | Convenience Airways                                          | Pohodová letecká společnost                   | Rob Oliver                        | Loni Steele Sosthandová               | 8. prosince 2024            | 2. února 2025                          | 36ABF01         | 1,70                              |
| 777              | 9             | Homer and Her Sisters                                        | Homer a její sestry                           | Matthew Nastuk                    | Nick Dahan                            | 15. prosince 2024           | 19. února 2025                         | 36ABF03         | 1,47                              |
| 778-779          | -             | O C'mon All Ye Faithful                                      | Ó, pojďte, vy věrní                           | Debbie Mahanová, Matthew Faughnan | Carolyn Omineová                      | 17. prosince 2024 (Disney+) | 17. prosince 2024                      | 35ABF21 35ABF22 | -                                 |
| 780              | 10            | The Man Who Flew Too Much                                    | Muž, který moc létal                          | Steven Dean Moore                 | Al Jean                               | 22. prosince 2024           | 19. února 2025                         | 36ABF02         | 0,91                              |
| 781              | 11            | Bottle Episode                                               | Padělatelé vína                               | Gabriel DeFrancesco               | Rob LaZebnik a Johnny LaZebnik        | 29. prosince 2024           | 19. února 2025                         | 36ABF04         | 3,31                              |
| 782              | -             | The Past and the Furious                                     | Minule a zběsile                              | Mike Frank Polcino                | Rob LaZebnik                          | 12. února 2025 (Disney+)    | 12. února 2025                         | 35ABF19         | -                                 |
| 783              | 12            | The Flandshees of Innersimpson                               | Flandersův vnitřní Simpson                    | Chris Clements                    | Dan Vebber                            | 30. března 2025             | bude oznámeno                          | 36ABF05         | 0,62                              |
| 784              | 13            | The Last Man Expanding                                       | Poslední široký muž                           | Timothy Bailey                    | J. Stewart Burns                      | 6. dubna 2025               | bude oznámeno                          | 36ABF06         | 0,69                              |
| 785              | 14            | P.S., I Hate You                                             | P.S., nenávidím tě                            | Mike Frank Polcino                | Cesar Mazariegos                      | 13. dubna 2025              | bude oznámeno                          | 36ABF07         | 0,59                              |
| 786              | -             | Yellow Planet                                                | Žlutá planeta                                 | Timothy Bailey                    | J. Stewart Burns                      | 22. dubna 2025 (Disney+)    | 22. dubna 2025                         | 35ABF20         | -                                 |
| 787              | 15            | Abe League of Their Moe                                      | Abe a Vočko na baseballu                      | Rob Oliver                        | Joel H. Cohen                         | 27. dubna 2025              | bude oznámeno                          | 36ABF08         | 0,73                              |
| 788              | 16            | Stew Lies                                                    | Lži kolem jídla                               | Debbie Bruce Mahanová             | Broti Guptaová                        | 4. května 2025              | bude oznámeno                          | 36ABF09         | 0,63                              |
| 789              | 17            | Full Heart, Empty Pool                                       | Plné srdce, prázdný bazén                     | bude oznámeno                     | bude oznámeno                         | 11. května 2025             | bude oznámeno                          | 36ABF10         | 0,69                              |
| 790              | 18            | Estranger Things                                             | Ještě divnější věci                           | bude oznámeno                     | bude oznámeno                         | 18. května 2025             | bude oznámeno                          | 36ABF11         | 0,54                              |

## Celovečerní film
| Původní název      | Český název         | Režie           | Scénář | Premiéra v USA    | Premiéra v ČR     |
| ------------------ | ------------------- | --------------- | --- | ----------------- | ----------------- |
| The Simpsons Movie | Simpsonovi ve filmu | David Silverman | James L. Brooks, Matt Groening, Al Jean, Ian Maxtone-Graham, George Meyer, David Mirkin, Mike Reiss, Mike Scully, Matt Selman, John Swartzwelder a Jon Vitti | 27. července 2007 | 26. července 2007 |

## Krátké filmy

### Kinové
Seznam krátkých filmů Simpsonových, které byly určeny pro kina (později však byly na Disney+ přidány):
| Původní název                             | Český název                          | Režie           | Scénář                                                                              | Premiéra v USA (kina) | Premiéra v USA (televize) | Premiéra v ČR (televize) | Premiéra (Disney+) |
| ----------------------------------------- | ------------------------------------ | --------------- | ----------------------------------------------------------------------------------- | --------------------- | ------------------------- | ------------------------ | ------------------ |
| Maggie Simpson in "The Longest Daycare"   | Simpsonovi: Maggie zasahuje          | David Silverman | James L. Brooks, Matt Groening, Al Jean, David Mirkin, Joel H. Cohen, Michael Price | 26. června 2012       | 17. února 2013            | 17. února 2013           | 29. května 2020    |
| Maggie Simpson in "Playdate with Destiny" | Maggie Simpsonová v „Rande s osudem“ | David Silverman | Al Jean, Tom Gammill, Max Pross, James L. Brooks, Matt Groening                     | 6. března 2020        | —                         | —                        | 10. dubna 2020     |

### Disney+
Seznam krátkých filmů Simpsonových, které byly určeny pro Disney+:
| Původní název                                      | Český název                                       | Režie           | Scénář                                                                                   | Premiéra (Disney+) |
| -------------------------------------------------- | ------------------------------------------------- | --------------- | ---------------------------------------------------------------------------------------- | ------------------ |
| Maggie Simpson in "The Force Awakens from Its Nap" | Maggie Simpsonová v „Síla se probouzí po šlofíku“ | David Silverman | Al Jean, Joel H. Cohen a Michael Price                                                   | 4. května 2021     |
| The Good, the Bart, and the Loki                   | S Lokim nejsou žerty                              | David Silverman | Elisabeth Kiernanová Avericková, Jessica Conradová, John Frick, Al Jean, Jeff Westbrook  | 7. července 2021   |
| The Simpsons in Plusaversary                       | Simpsonovi a plusročí                             | David Silverman | Joel H. Cohen, Jessica Conradová, Al Jean, Loni Steele Sosthandová, Dan Vebber           | 12. listopadu 2021 |
| When Billie Met Lisa                               | Když Billie potkala Lisu                          | David Silverman | Elisabeth Kiernanová Avericková, Broti Guptaová, Al Jean, Cesar Mazariegos, David Mirkin | 22. dubna 2022     |
| Welcome to the Club                                | Vítej v klubu                                     | David Silverman | J. Stewart Burns, Joel H. Cohen, Al Jean, Christine Nangleová a Loni Steele Sosthandová  | 8. září 2022       |
| The Simpsons Meet the Bocellis in "Feliz Navidad"  | Simpsonovi a Bocelliovi ve „Feliz Navidad“        | David Silverman | David Mirkin, Joel H. Cohen, Al Jean a Ryan Koh                                          | 15. prosince 2022  |
| Maggie Simpson in "Rogue Not Quite One"            | Maggie Simpsonová v předaleké galaxii             | David Silverman | Joel H. Cohen, Al Jean, Ryan Koh a Christine Nangleová                                   | 4. května 2023     |
| May the 12th Be with You                           | Ať vás Síla na Den matek provází                  | David Silverman | Joel H. Cohen, Al Jean, Ryan Koh, David Mirkin a Jeff Westbrook                          | 10. května 2024    |
| The Most Wonderful Time of the Year                | Nejhezčí čas vánoční                              | David Silverman | J. Stewart Burns, Dan Greaney, Broti Guptaová a Al Jean                                  | 11. října 2024     |

### Různé
| Původní název              | Český název       | Režie           | Scénář                                                                         | Premiéra          |
| -------------------------- | ----------------- | --------------- | ------------------------------------------------------------------------------ | ----------------- |
| The Simpsons \| Balenciaga | —                 | David Silverman | Joel H. Cohen, Jessica Conradová, Al Jean, Loni Steele Sosthandová, Dan Vebber | 2. října 2021     |
| Te Deseo Lo Mejor          | Te Deseo Lo Mejor | David Silverman | Joel H. Cohen, Al Jean, Ryan Koh, Christine Nangleová                          | 24. prosince 2021 |

## Speciály
| Č. v řadě | Původní název                                           | Režie           | Scénář                            | Premiéra v USA |
| --- | ------------------------------------------------------- | --------------- | --------------------------------- | -------------- |
| 1 | The Simpsons 20th Anniversary Special – In 3-D! On Ice! | Morgan Spurlock | Morgan Spurlock a Jeremy Chilnick | 10. ledna 2010 |
| Dokument natočený k dvacátému výročí uvedení seriálu. |                                                         |                 |                                   |                |
| 2 | Springfield of Dreams: The Legend of Homer Simpson      | Morgan Spurlock | Morgan Spurlock                   | 22. října 2017 |
| Hodinový speciál natočený k 25. výročí legendární epizody z třetí řady Homer na pálce, obsahující rozhovory některých hostujících hvězd a šest minut dosud neviděných záběrů seriálu. |                                                         |                 |                                   |                |